# 藤代義雄
藤代義雄（ふじしろ よしお、1902年9月6日ー1945年12月10日？）は、日本の刀剣研究家。

## 人物・来歴
東京市芝生まれ。15歳より父につき刀剣研磨を習うと共に日本刀剣研究会（本阿弥光尊）に学ぶ。大正末頃より青写真で（のち手刷り）亜鉛判オフセット「おしがた」を発行。この頃よりローラーによる、いわゆる藤代式押形を考案、「通信刀剣目録」を発行、刀剣通信販売を創案、1933年春「藤代月報」と改称、1943年214号まで発行。43年8月刀剣商を廃業、刀剣鑑定に専心。敗戦と共に米軍による刀剣没収に心を痛め12月10日消息を絶つ。この日を命日とする、43歳。弟子に柴田光男。

## 著書
- 『源清麿の銘』大村書店, 1931
- 『刀剣図録』編. 藤代刀店, 1934
- 『図鑑江戸三作之研究 正秀・直胤・清麿』藤代商店, 1936
- 『日本刀工辞典』藤代商店, 1937-1938 荻原星文館、1944
- 『日本刀要覧』藤代商店, 1940
- 『新刀集 刃文と銘字』藤代商店, 1943 柴田光男 校訂. 柴田美術刀剣店図書部, 1965